# Zamek w Wiźnie
Zamek w Wiźnie – nieistniejący zamek książąt mazowieckich z początku XV wieku położony na lewym brzegu Narwi w Wiźnie w województwie podlaskim. Zamek został zbudowany w miejscu mazowieckiego grodu z XI–XII wieku i częściowo był murowano-drewniany. Funkcjonował do końca XVIII wieku.

## Lokalizacja
Góra Zamkowa w Wiźnie położona jest na wzgórzu odciętym od zachodniego brzegu Narwi. Wzgórze ma strome zbocza od zachodu, południa i wschodu i łagodne od północy. Wzgórze pozwalało na daleką obserwację od strony Mazowsza wschodniej płaskiej doliny Narwi.
Wysokość wału wynosi do 3–4m, a licząc od podnóża pomiędzy 9–15 m. Przy warowni znajdował się majdan o wymiarach 105 na 70 m i na nim koncentrowało się najstarsze osadnictwo do czasu lokacji miasta.  

## Historia
Budowę zamku poprzedzało funkcjonowanie polskiego grodu, który powstał w XI wieku. Od około połowy XI w. istniała w Wiźnie komora celna, z której dochody pobierał klasztor benedyktynów w Mogilnie. W źródłach pisanych istnienie Wizny potwierdzone jest w 1145 roku, a istnienie kasztelanii potwierdzono w 1170 roku. Był tu w tym okresie mazowiecki gród kasztelański, który kontrolował ziemię wiską i zabezpieczał drogę z Drohiczyna przez Suraż i Tykocin do Galindii i z Mazowsza do Grodna, z czym wiązał się pobór ceł na rzecz skarbu książęcego. Wizna wymieniana jest także jako punkt na trasie wypraw na tereny Jaćwieży. W 1294 roku gród został spalony przez Krzyżaków, ale już w 1296 roku książę mazowiecki Bolesław II odbudował go umacniając płaszczem kamiennym podwyższone wały. Od lat 70. XIV w. na podgrodziu zaczęło formować się miasto Wizna, lokowane na prawie książęcym, tj. polskim. Wizna w 1351 roku po nagłej i bezpotomnej śmierci księcia Bolesława III płockiego została odziedziczona przez króla Kazimierza Wielkiego. W grudniu 1355 roku król oddał gród w Wiźnie na trzy lata swojemu lennikowi Siemowitowi III (umowę król z księciem zawarł w Kaliszu 27 XII 1355 r.). Wśród zobowiązań księcia wymienione było świadczenie pomocy, gdyby król chciał rozbudować gród w Wiźnie. W 1358 roku kasztelanem grodu w Wiźnie był Sławiec herbu Półkoziec. W 1358 roku Wizna wróciła do Kazimierza Wielkiego, który posiadał ziemię wiską do śmierci w 1370 roku. Następnie na mocy wcześniejszych układów gród objął Siemowit III. Od 1379 roku grodem zarządzał Siemowit IV. W grudniu 1382 roku gród w Wiźnie wraz z ziemią wiską został przez księcia Siemowita IV oddany w zastaw Zakonowi krzyżackiemu. W tym czasie rozwijał się teren podgrodzia, na którego terenie powstał około 1390 roku pierwszy drewniany kościół parafialny pod wezwaniem św. Marka. Po spaleniu kościół ten zbudowano na nowo z drewna w 1400 roku i wokół niego powstał cmentarz. W styczniu 1401 roku Siemowit IV wykupił gród w Wiźnie z rąk Krzyżaków.  
30 grudnia 1401 roku książę Siemowit IV na mocy umowy zawartej w Błoniu oddał w zastaw warownię w Wiźnie wraz z okolicznym okręgiem swemu bratu, księciu warszawskiemu i ciechanowskiemu Januszowi I Starszemu. W 1409 roku z polecenia księcia Janusza I Starszego powstała potężna dwukondygnacyjna wieża bramna, włączona w obwód wałów. Dodatkowo na terenie dziedzińca istniał co najmniej jeden murowany budynek książęcy. Obwód obronny zamku był zbudowany z izbic zespolonych gliną, z czterema drewnianymi basztami (propugnacula). W zwieńczeniu obwodu był ganek obronny. Na wewnętrzną zabudowę składały się trzy piętrowe budynki mieszkalne. Dwa z nich: Dom Duży i Dom Mniejszy usytuowane naprzeciwko siebie były jednotraktowe i trójdzielne. Bramę wjazdową poprzedzało samborze z mostem zwodzonym nad fosą. Most opierał się na filarach częściowo drewnianych i murowanych. W 1435 roku zamek został wykupiony z zastawu przez księcia Władysława I Płockiego od Bolesława IV. Zamek został odnowiony około 1490 r. W 1495 roku po śmierci Janusza II ziemia wiska wraz z księstwem płockim wraz z zamkiem została inkorporowana do Korony przez króla Jana Olbrachta, jednak jego następca Zygmunt I Stary udzielił w 1507 roku upoważnienia księżnej Annie i jej synom Stanisławowi i Januszowi na wykup zamku i ziemi wiskiej od starosty Jakuba Glinki, a po jego śmierci od jego następcy Jakuba Kościeleckiego. Do wykupu przez Annę zamku i Wizny doszło w 1512 roku za 6 tys. florenów. W latach 1517–1526 w Wiźnie odbyły się 4 zjazdy mazowieckie. W 1526 roku ziemia wiska wraz z zamkiem została ponownie włączona do Korony Polskiej. Zamek stał się ośrodkiem starostwa grodowego, stolicą ziemi i powiatu oraz miejscem sądów i sejmików ziemi wiskiej. Lustracja z 1565 r., oraz inwentarz starostwa wiskiego z 1572 wskazują na słaby stan zachowania zamku zamieszkanego tylko przez podstarościego, burgrabię, kapelana, wrotnego, kucharza oraz 8 innych sług. Zamek spłonął przed 1603 rokiem i zachowała się z niego jedynie wieża, gdzie trzymano więźniów. Przypuszczalnie zamek został uszkodzony w latach 1656–1657 roku podczas Potopu szwedzkiego, ponieważ rok później na sejmiku szlachta opisywała poważne zniszczenia jakich doznało miasto, kościół, akta grodzkie i budynki kancelarii, które przypuszczalnie mieściły się na zamku. Do końca XVIII w. funkcja zamku ograniczała się do pełnienia funkcji siedziby starosty oraz wiskich sądów grodzkich i ziemskich. W XIX wieku murowane budowle rozebrała okoliczna ludność. W trakcie I wojny światowej, w latach 1914–1915 na majdanie i wałach wykopano okopy i stanowiska strzeleckie. Wały zniszczone są przez wykopy archeologiczne z lat 1967–1971, przez drogę wiodącą na majdan z cmentarza, a północny i zachodni stok Góry Zamkowej jest niszczony przez funkcjonowanie cmentarza parafialnego.

## Architektura
W trakcie badań wykopaliskowych ustalono, że wał północny parokrotnie przebudowywano. Pierwotna, XI- lub XII-wieczna drewniana konstrukcja przekładkowa była wypełniona i przykryta gliną, z ostrokołem na szczycie. Po pożarze wał został podwyższony około 1295 roku oraz rozszerzony przez dosypanie od zewnątrz warstwy iłu i piasku rzecznego oraz obłożona kamieniami. Na szczycie wału dodano wtedy kolejny ostrokół. 
Pod koniec XV wieku zbudowano kamienno ceglany budynek dostawiony do wału od strony majdanu. Mur budynku miał szerokość 3 metrów. Wymiary cegieł znalezionych na miejscu zamku wykazują bliskie analogie z wymiarami cegieł w kościele w Wiźnie. Oprócz murowanej wieży bramnej z mostem zwodzonym wału broniły cztery wieże drewniane. Oprócz Domu Dużego i Domu mniejszego na terenie zamku znajdował się budynek kuchni i budynek stajni w konstrukcji szkieletowej.
W odległości około 1 km na północ od warowni odnaleziono groblę przecinającą starorzecza, której towarzyszyły pozostałości wzmacniających ją pali. Odwierty wykazały, że naturalną fosę otaczającą grodzisko od północy, zachodu i południa pierwotnie wypełniała woda.

## Badania archeologiczne
Pierwsze rozpoznanie obiektu prowadzili w XIX w. Ludwik de Fleury i Zygmunt Gloger. Badania Kazimierza Janiszowskiego i Jerzego Guli z PP PKZ Warszawa w latach 1967–1971 przeprowadzono w północnej części majdanu oraz na wale północnym. 

## Ochrona konserwatorska
Grodzisko z otaczającymi go obniżeniami podlega ochronie konserwatorskiej na podstawie wpisów do rejestru zabytków województwa białostockiego: 
- z dnia 09.02.1951 r., nr rej. 9;
- z dnia 26.11.1956 r., nr rej. 75, wpis obszarowy obejmujący część obszaru miasta z grodziskiem;
- z dnia 19.11.1973 r., nr rej. 192/3/A.
- wraz z cmentarzem parafialnym grodzisko zostało ponownie wpisane do rejestru dnia 15.10.1985 r., nr 341 w rejestrze zabytków województwa łomżyńskiego[2].